# Borapisma
Borapisma is een vliegengeslacht uit de familie van de roofvliegen (Asilidae).

## Soorten
- B. chinai Hull, 1957